# Les Sœurs casse-cou
Pour plus de détails, voir Fiche technique et Distribution.
Les Sœurs casse-cou (Come to the Stable) est un film américain en noir et blanc réalisé par Henry Koster, sorti en 1949.

## Synopsis
Deux religieuses, sœur Margaret et sœur Scholastica, quittent la France pour les États-Unis et arrivent, une nuit d'hiver, dans le village de Bethléem en Nouvelle-Angleterre. Elles rencontrent Amelia Potts, une peintre d'images religieuses, qui leur donne une étable transformée en atelier en guise de logement. Les sœurs annoncent qu'elles ont l'intention de construire un hôpital pour enfants sur la colline, mais Bob Masen, un voisin compositeur, leur dit que la colline appartient à Luigi Rossi, de New York. Les sœurs partent donc rendre visite à ce monsieur à New York ; il annonce aux bonnes sœurs qu'il envisage, lui, de construire une maison de retraite sur la colline.

## Fiche technique
- Titre : Les Sœurs casse-cou
- Titre original : Come to the Stable
- Réalisation : Henry Koster
- Scénario : Sally Benson et Oscar Millard, d'après une histoire originale de Clare Boothe Luce
- Direction artistique : Lyle Wheeler, Joseph C. Wright
- Décors : Thomas Little, Paul S. Fox
- Costumes : Kay Nelson
- Photographie : Joseph LaShelle
- Son : Bernard Freericks, Roger Heman
- Musique : Cyril J. Mockridge
- Montage : William Reynolds
- Producteur : Samuel G. Engel
- Production déléguée : Darryl F. Zanuck
- Société de production et de distribution : Twentieth Century Fox
- Pays de production : États-Unis
- Langue originale : anglais américain
- Format : noir et blanc — 35 mm — 1,37:1 — son : mono
- Genre : comédie dramatique
- Durée : 94 minutes
- Dates de sortie : 
  - États-Unis : 27 juillet 1949 (première à New York)
  - France : 23 mai 1950
  - Affiches : Boris Grinsson, Roger Soubie (France)
- Affiche : Boris Grinsson (France)

## Distribution
- Loretta Young : sœur Margaret
- Celeste Holm : sœur Scholastica
- Hugh Marlowe : Robert Masen
- Elsa Lanchester : Amelia Potts
- Thomas Gomez : Luigi Rossi
- Dorothy Patrick : Kitty
- Basil Ruysdael : l'évêque
- Dooley Wilson : Anthony James
- Regis Toomey : Monseigneur Talbot
- Mike Mazurki : Sam
- Walter Baldwin : Claude Jarman, l'agent immobilier

Acteurs non crédités
- Louis Jean Heydt : Al Newman
- Ian MacDonald : M. Matthews

## Chansons du film
- "Through a Long and Sleepless Night" : musique de Alfred Newman, lyrics de Mack Gordon
- "Canticle" : musique de Alfred Newman, lyrics de Roger Wagner

## Nominations
- Oscars 1950 :
  - Oscar de la meilleure actrice : Loretta Young
  - Oscar de la meilleure actrice dans un second rôle : Celeste Holm, Elsa Lanchester
  - Oscar des meilleurs décors (noir et blanc) : Direction artistique Lyle Wheeler, Joseph C. Wright ; Décors : Thomas Little, Paul S. Fox
  - Oscar de la meilleure photographie (noir et blanc) : Joseph LaShelle
  - Oscar de la meilleure histoire originale : Clare Boothe Luce